# Couronnement canonique

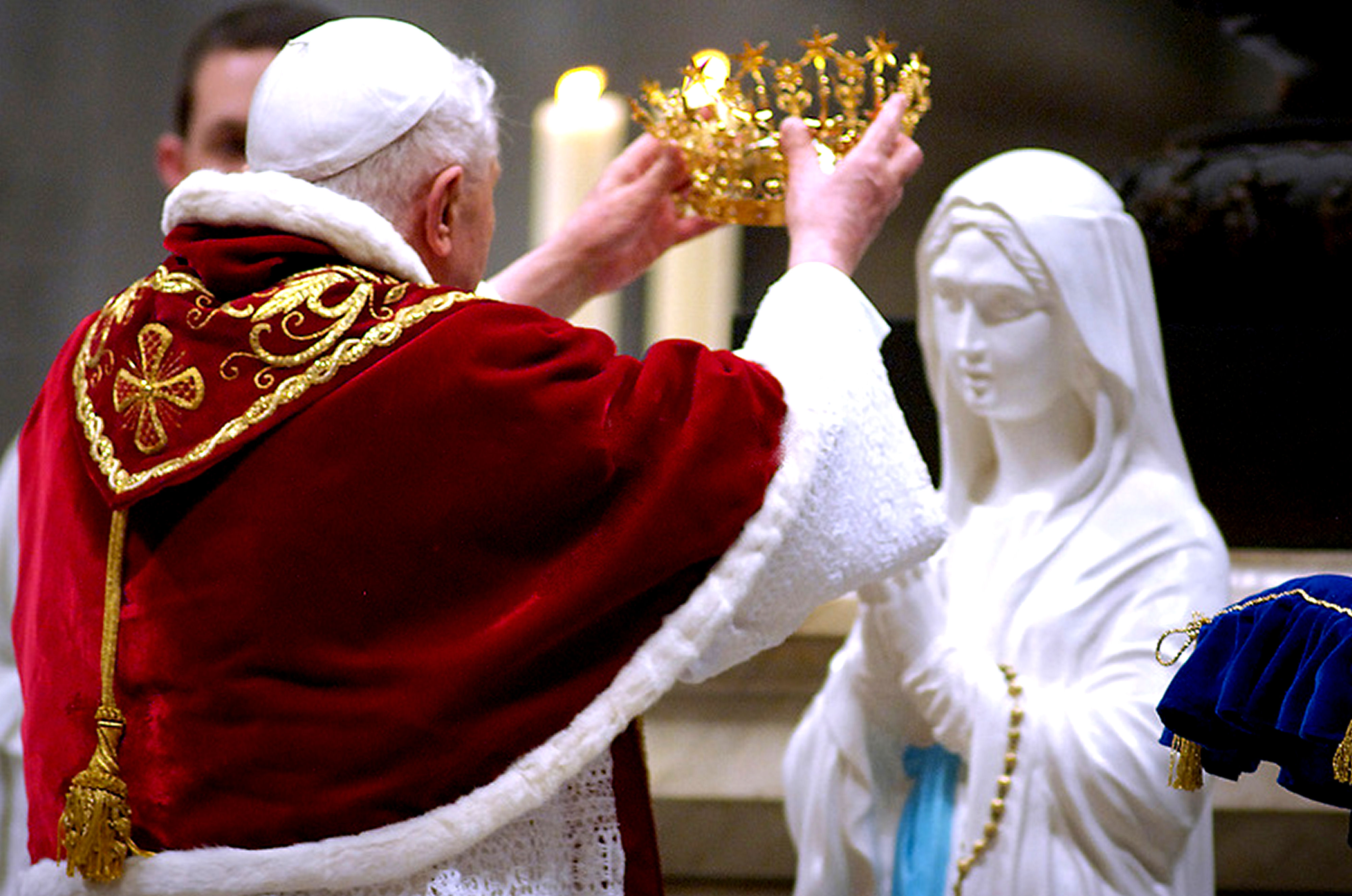
Le pape Benoît XVI couronnant la statue de Notre-Dame de Lourdes durant la Journée mondiale des malades le 11 février 2007.

Un couronnement canonique (latin : « coronatio canonica ») est un acte religieux institutionnel réalisé par le pape via la publication d'une bulle pontificale.
Cet acte religieux consiste à remettre une couronne, une tiare ou auréole stellaire à une image (statue, peinture, etc.) du Christ ou de la Vierge Marie (plus rarement de sainte Anne ou exceptionnellement de saint Joseph) ayant une dévotion et une vénération spécifique dans un diocèse, une localité ou un édifice religieux donnés. Il est fréquent qu'un légat du pape ou un nonce apostolique et à de rares occasions le pape lui-même se rendent sur place pour déposer solennellement (et en personne) la couronne sur la tête de la statue (ou du tableau, etc.).
C'est le Saint-Office qui, à l'origine, était chargé d'émettre l'autorisation du couronnement canonique par le biais d'un dicastère appelé « Chapitre du Vatican ». Plus tard c'est la Congrégation des Rites qui s'était vu confier cette tâche. Depuis 1989, c'est la Congrégation pour le culte divin et la discipline des sacrements qui est chargé d'exécuter l'acte de couronnement autorisé par un décret apostolique.
Cette pratique, débutée au début du XVIIe siècle, s'est progressivement organisée et structurée avec l'établissement d'un rituel particulier. Le couronnement d'une image est le signe d'une « dévotion particulière des fidèles et de l’Église » pour le Saint qui reçoit la couronne. Il est interprété par l’Église catholique comme une marque de confiance dans l'intercession que le Saint réalise pour les fidèles (et pour l’Église), par sa prière auprès de Dieu, et ainsi la protection qu'il leur accorde. La remise de la couronne est alors « l'expression sensible qui condense et symbolise » cet amour des fidèles pour ce Saint dont la statue (ou le tableau) reçoit la couronne, et à travers ce Saint, l'amour et la confiance en Dieu.

## Historique

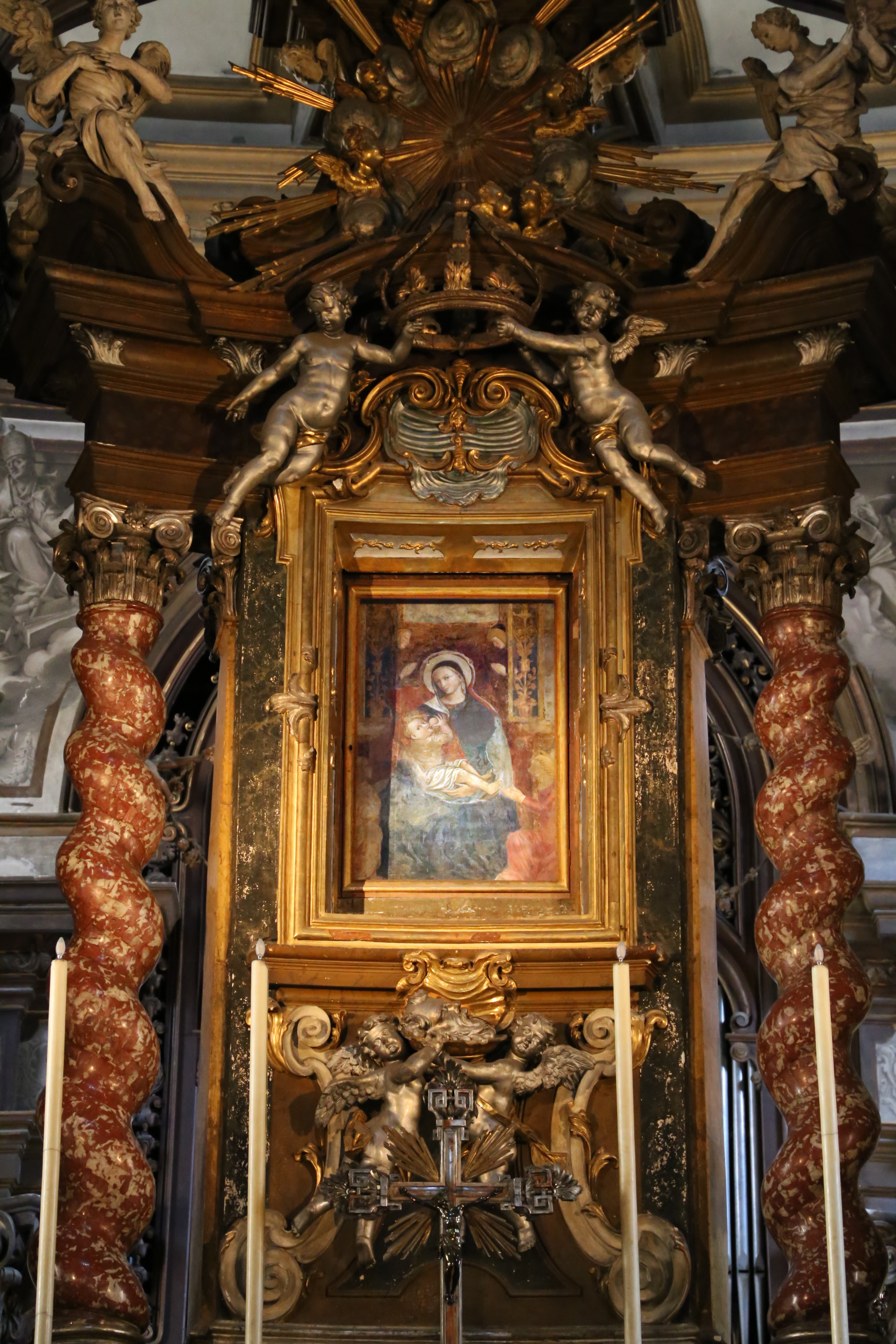
La Vierge du lait couronnée pour la première fois par Girolamo Paolucci de Calboli da Forlì, le 27 mai 1601.

La coutume de couronner les images saintes provient de l'Ordre des frères mineurs capucins, qui, grâce à leurs missionnaires évangéliques, ont recueilli de grandes quantités de bijoux associés à des indulgences, qui ont servi de base aux couronnes d'or ou aux accessoires pour les images de la Vierge Marie. Un frère capucin, Girolamo Paolucci de Calboli da Forlì (1552-1620), fut un ardent défenseur de cette pratique. Pendant sa vie, il fut connu comme « l'Apôtre de la Bienheureuse ». Forli a couronné la Vierge du lait après une simple homélie, dans l'église de Santa Maria della Steccata le 27 mai 1601.
Le 3 juillet 1636, à la mort du marquis de Plaisance et comte de Borgonovo, Alessandro Sforza Cesarini, celui-ci légua dans son testament, une importante somme d'argent au chapitre du Vatican, afin de produire des couronnes en métaux précieux pour le couronnement des images mariales les plus célèbres du monde. Les fonds de son testament ont été affectés à la restauration de « Madonna della Febbre », désormais couronnée dans la sacristie de la basilique Saint-Pierre.
La pratique de la « déclaration publique du couronnement » est progressivement devenue très populaire dans les États pontificaux jusqu'en 1800, et environ 300 rites de couronnement ont été célébrés. Le 29 mars 1897, un rite officiel est inclus dans le Pontifical romain, pour lequel une indulgence plénière est également accordée aux fidèles qui participent à de tels rites.
- La première image mariale couronnée cérémonieusement sans approbation papale directe a été réalisée par le cardinal Pietro Sforza Pallavicino à « La Madonna della Oropa » le 30 août 1620.
- La première image mariale qui fut couronnée avec l'aval du pape fut le tableau de Lippo Memmi « La Madonna della Febbre » dans la sacristie de la basilique Saint-Pierre à Rome le 27 mai 1631. Le couronnement a été réalisé par le Chapitre du Vatican à la demande du pape Urbain VIII.
- La première image mariale couronnée par un pape lui-même (et non par son légat pontifical) est la « Madonna Del Populo » le 3 juin 1782 à la cathédrale de Cesena, par le pape Pie VI.

C'est le Saint-Office qui était chargé d'émettre l'autorisation du couronnement canonique par le biais d'un dicastère appelé « Chapitre du Vatican ». Plus tard c'est la Congrégation des Rites qui s'était vu confier cette tâche. Depuis 1989, c'est la Congrégation pour le culte divin et la discipline des sacrements qui est chargé d'exécuter l'acte de couronnement autorisé par le décret apostolique.
Jusqu'en 1989, les bulles papales autorisant les couronnements canoniques étaient inscrites manuellement sur parchemin. Après 1989, la Congrégation pour le culte divin et la discipline des sacrements a commencé à émettre les autorisations et donner l'autorisation du titre dévotionnel de l'image tout en autorisant un légat pontifical à effectuer le couronnement au nom du pape.

## La règle en usage

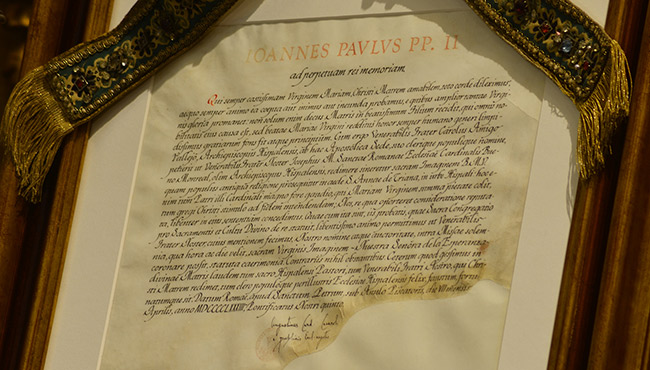
La bulle papale de Jean-Paul II de 1984 qui accorda canoniquement à l'image de Notre-Dame de l'Espoir de Triana l'autorisation pontificale de porter une couronne.

Un couronnement canonique (latin : « coronatio canonica ») est un acte religieux institutionnel fait par le pape et exprimé dans une bulle pontificale,. Cet acte religieux consiste à remettre une couronne, une tiare ou auréole stellaire à une image (statue, peinture, etc.) du Christ ou de la Vierge Marie ayant une dévotion et une vénération spécifique dans un diocèse ou une localité donnés,. Il est fréquent qu'un légat du pape ou un nonce apostolique et à de rares occasions le pape lui-même se rende sur place pour déposer solennellement la couronne sur la tête de la statue (ou du tableau, etc.).
Depuis 1989, la Congrégation pour le culte divin et la discipline des sacrements est chargé d'exécuter l'acte de couronnement autorisé par le décret apostolique. Cette congrégation émet l'autorisation du titre dévotionnel de l'image et autorise un légat pontifical à effectuer le couronnement au nom du pape.

## Sens spirituel de l'événement
Marie Reine
« Marie Reine » et Marie Reine du ciel est une appellation et un titre de la Vierge Marie, utilisé par les catholiques depuis très longtemps, comme l'ont rappelé différents papes,. Elle fait l'objet d'une fête dans l’Église catholique (le 22 août),,.

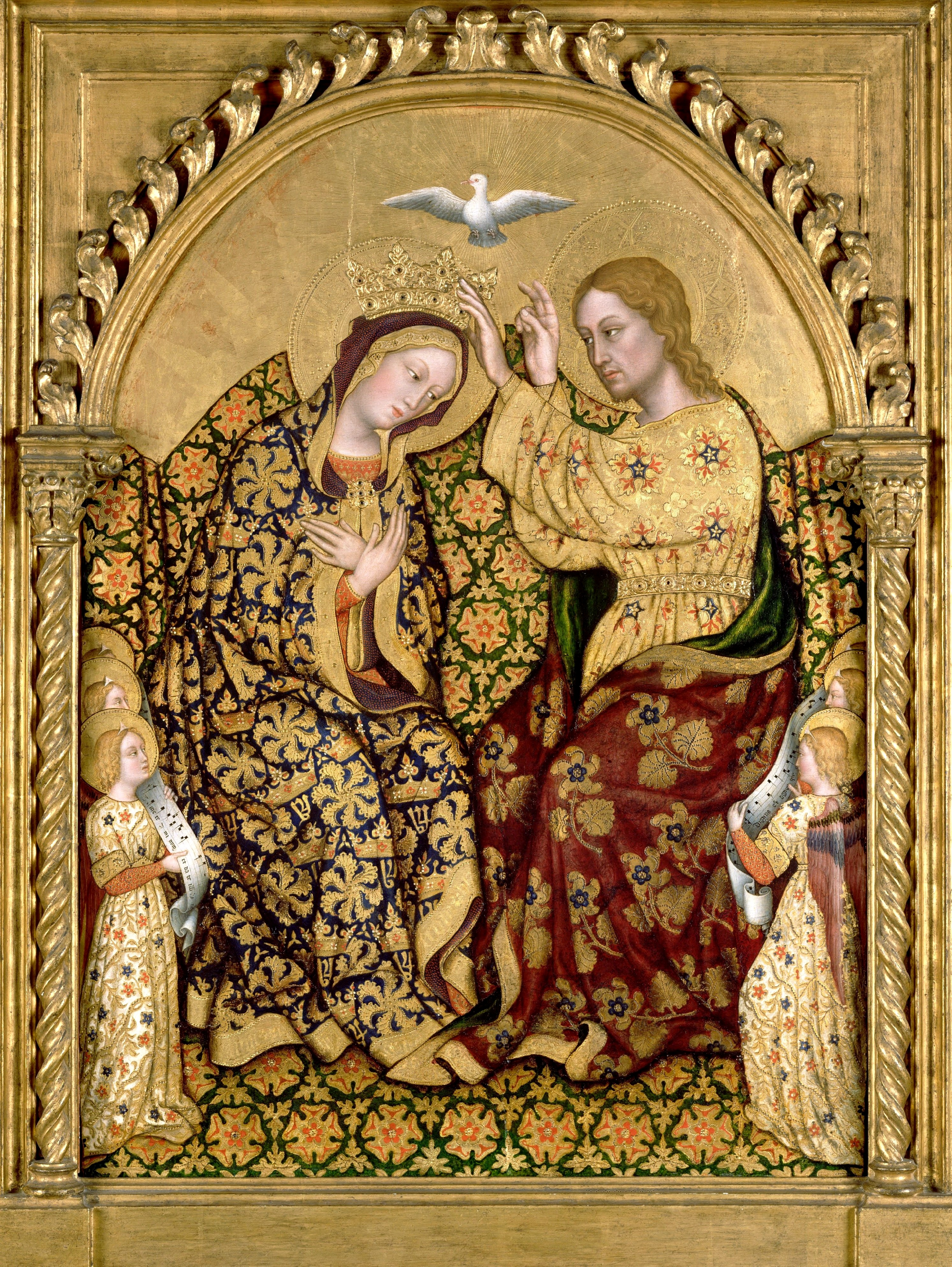
Le Couronnement de la Vierge, par Gentile da Fabriano, XV.

Cette dénomination s'appuie sur différents textes bibliques où les exégètes, et pères de l’Église ont reconnu (ou identifié) la « femme citée dans certains passages bibliques » comme étant « la Vierge Marie ». Un des plus connus est Ap 12,1-2 « Un signe grandiose apparut au ciel :  une Femme ! Le soleil l'enveloppe, la lune est sous ses pieds et douze étoiles couronnent sa tête ». Toujours selon l’Église catholique : « Marie reçoit la royauté, de son fils Jésus qu'elle met au monde » (car c'est le Christ qui est roi de l'univers). Marie étant « reine par grâce, par parenté divine, par conquête, par élection singulière ».
Ainsi, l’Église salue la Vierge sous différents titres tels que « Reine des anges et des saints, des patriarches et des prophètes, des apôtres et des martyrs, des confesseurs et des vierges », mais aussi : « Reine du ciel et de la terre, glorieuse et très digne reine de l'univers :  Reine du ciel, glorieuse Reine du monde, Reine de tous les peuples du monde ».
Un signe de la dévotion populaire et de confiance

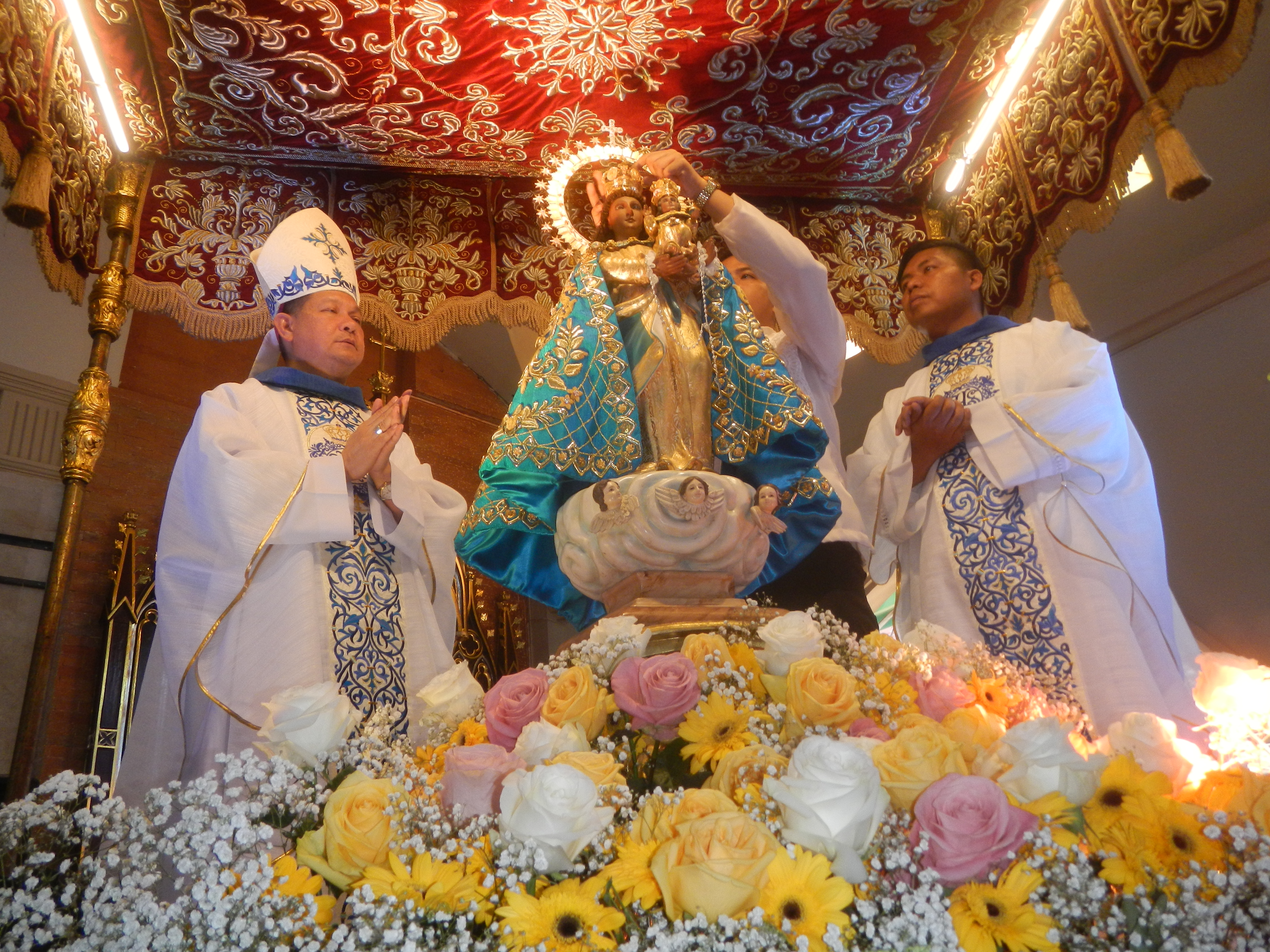
Couronnement épiscopal de la statue de Notre-Dame du très saint Rosaire de Hagonoy par l'évêque Dennis Villarojo le 7 octobre 2019, Philippines.

Le « couronnement d'une image » (statue ou tableau) de la Vierge (ou du Christ ou de saint Joseph), intervient comme « signe » d'une dévotion (locale ou nationale) pour le Saint, et cette représentation en particulier. Le pape Pie XII parlait de « d'amour filial et de gratitude » du peuple portugais envers la Vierge de Fatima (lors de son couronnement en 1946). La couronne est alors « l'expression sensible condensant et symbolisant » cet « amour pour ce Saint » dont l'image reçoit la couronne. Remettre une couronne sur la tête de la statue est une façon, pour les fidèles, d’« honorer le saint » et de le remercier pour la « protection » (via sa prière et son intercession) qu'il (ou elle) accorde à la communauté et dont les fidèles, et l’Église, « reconnaissent la protection ».
Jean-Paul II écrit qu'à travers la dévotion à la Vierge, les fidèles expriment une foi qui recherche Dieu, parfois de façon imparfaite, mais qui « recherche Dieu à travers Notre-Dame » d'une façon sincère et émouvante. Le pape ajoute que Marie « continue d'être la Mère de tous les hommes, des fils et des filles de Dieu, et frères de Jésus-Christ jusqu'à la fin des siècles. (...) Il est certain que Notre-Dame se trouve, (...) pour toujours près de Dieu, où elle défend notre foi avec un si grand pouvoir qu'on l'appelle toute-puissance suppliante ». Avant lui, le pape Paul VI disait dans son exhortation apostolique Marialis cultus : l’Église implore l'intercession de la Vierge pour toutes les étapes de la vie des fidèles,, et il ajoute que « l'intercession incessante et efficace de la Vierge la rend, même une fois montée au ciel, très proche des fidèles qui la prient ». Pour le pape Jean-Paul II, cette intercession de la Vierge, est à rapprocher de l'exemple biblique donné dans le livre d'Esther où la reine Esther intervient auprès du roi Assuérus pour sauver la vie de son peuple,.

## Liste des principaux couronnements canoniques

### En France
- Le 9 juillet 1853 : premier couronnement en France. Statue de N.-D. des Victoires (dite aussi Refuge des pécheurs) de la basilique Notre-Dame des Victoires à Paris par Pier Francesco Meglia, archevêque titulaire de Damas (de) et nonce apostolique à Paris, à la demande du pape Pie IX.
- Le 23 mai 1855 : couronnement de la statue de Notre-Dame du Laus par Jean-Irénée Depéry en présence de nombreux évêques, cardinaux, 600 prêtres et 40 000 pèlerins, dans le sanctuaire de Notre-Dame du Laus (Hautes-Alpes)[18],[19].
- Le 31 mai 1860 : double couronnement de la statue de Notre-Dame de Valfleury (Loire) et de l'Enfant Jésus. En présence de Mgr Lyonnet, évêque de Valence, assisté de Mgr Fransoni, archevêque de Turin et de Mgr de Marguerie, évêque d'Authun.
- Le 15 octobre 1869 : couronnement de la statue de Notre-Dame du Bon Remède de l'abbatiale de Saint-Michel de Frigolet à Tarascon par Pierre Le Breton, évêque du Puy et huit autres prélats, par autorisation du pape Pie IX du 31 août 1869[20].
- Le 3 juillet 1876 : couronnement solennel de la statue de Notre-Dame de Lourdes par Pier Francesco Meglia accompagné de Louis-Édouard Pie et de Gaspard Mermillod[21],[22].
- Le 24 mai 1880, le cardinal archevêque de Rouen couronne la statue de la Vierge du sanctuaire de Notre-Dame de Bonsecours (près de Rouen).
- Le 26 juillet 1897, la statue de la Vierge aux rayons de la chapelle Notre-Dame-de-la-Médaille-Miraculeuse à Paris est couronnée.
- Le 24 juillet 1934 : couronnement de la statue de Notre-Dame de Pontmain de la basilique Notre-Dame de Pontmain par le cardinal Jean Verdier avec l'autorisation du pape Pie XI[23].
- Le 14 août 1950, Roque archevêque de Rennes couronne la statue de Notre-Dame de Toute-Aide dans le sanctuaire de Querrien à La Prénessaye. Ce couronnement est réalisé avec la bénédiction du pape Pie XII[24].
- Le 13 septembre 2020, la statue de Notre-Dame de Pellevoisin est couronnée dans le sanctuaire de Pellevoisin par Jérôme Beau[25].

### À l'étranger
- Le 8 septembre 1717 : couronnement du tableau de la Vierge noire du sanctuaire de Jasna Góra à Częstochowa par l'évêque Krzysztof Andrzej Jan Szembek du diocèse de Chelm à la suite d'un décret du pape Clément XI de 1716.
- Le 8 septembre 1786 :  couronnement du tableau de Notre-Dame de Šiluva en Lithuanie[26].
- Le 15 août 1838 puis le 11 octobre 1954 : couronnement de l'icône Salus populi romani de la basilique Sainte-Marie-Majeure par le pape Grégoire XVI et le pape Pie XII.
- Le 11 septembre 1881, La Vierge de Montserrat du monastère de Santa-Maria de Montserrat est la première image mariale d'Espagne à être couronnée canoniquement, accordé par le pape Léon XIII.

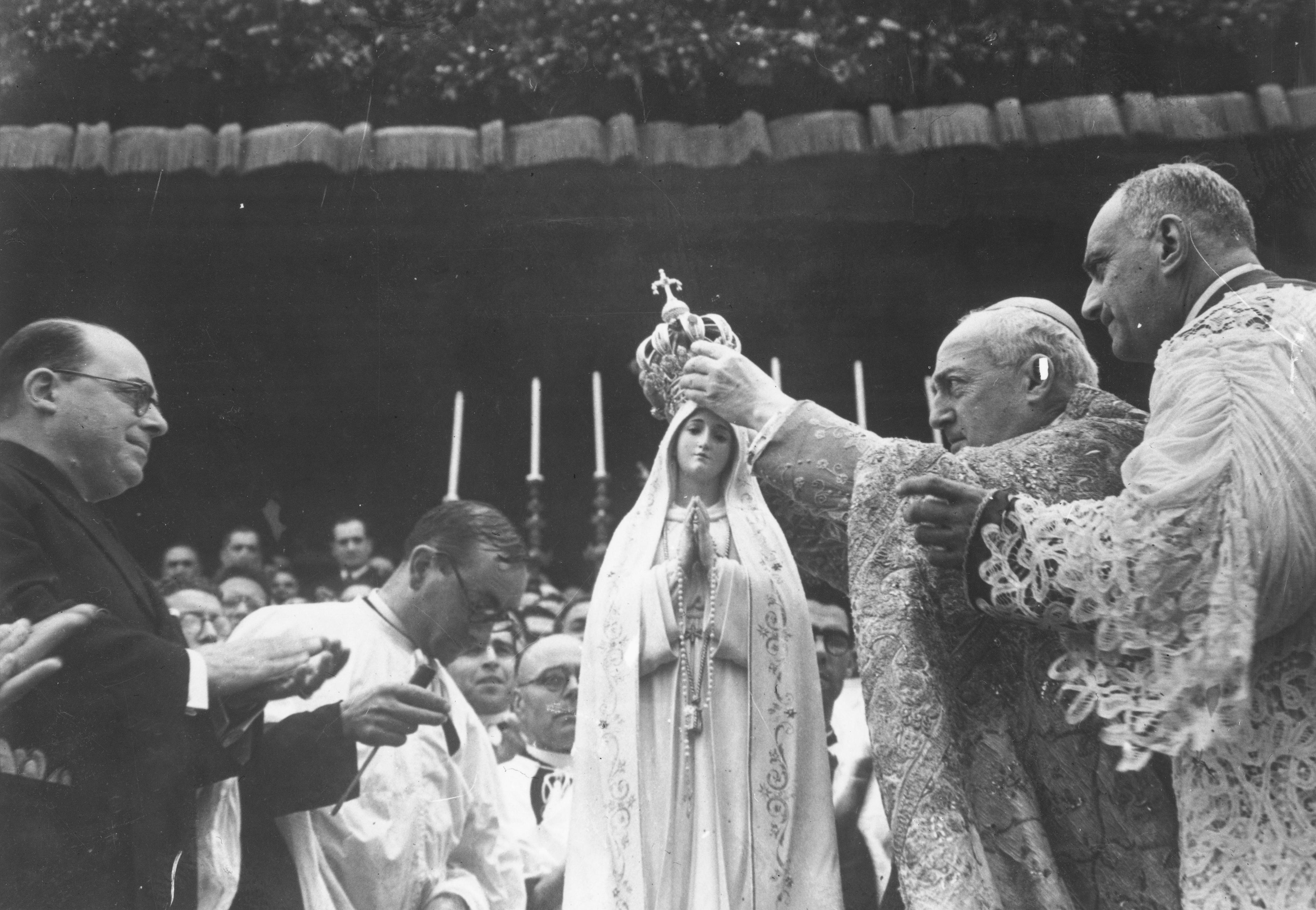
Couronnement canonique de la statue de Notre-Dame de Fátima le 13 mai 1946 par le Cardinal Benedetto Aloisi Masella.

- Le 8 mai 1887, la statue de Notre-Dame de Luján du sanctuaire Notre-Dame de Luján (Argentine) est couronnée en présence de 40 000 personnes suivant la bénédiction du pape Léon XIII.
- Le 12 octobre 1895, une couronne est installée sur l'image de Notre-Dame de Guadalupe au cours d'une cérémonie solennelle[27],[28].
- Le 8 septembre 1904 : couronnement de la statue de Notre-Dame d'Aparecida du sanctuaire d'Aparecida par l'évêque José de Camargo Barros et approuvé par le pape Pie X.
- Le 5 septembre 1922 : couronnement de la statue de la Vierge noire en cèdre du Liban Notre-Dame de Lorette de la Sainte Maison de Lorette accordé par le pape Pie XI.
- Le 20 décembre 1936, le pape Pie XI autorise le couronnement canonique de l'image sacrée de la Vierge de la Charité de la basilique Notre-Dame-de-Charité d’El Cobre effectué par l'évêque de Santiago de Cuba Valentín Zubizarreta.

- Le 13 mai 1946 la statue de Notre-Dame de Fátima est couronnée solennellement par le légat du pape le cardinal Benedetto Aloisi Masella[29],[30]
- Le 15 août 1954 la statue de Notre-Dame de Walsingham est couronnée par le nonce apostolique, Gerald O'Hara, avec l'accord du pape Pie XII, dans la basilique Notre-Dame-de-Walsingham de Houghton Saint Giles (en)[31].
- Le 8 décembre 1954 la statue de Notre-Dame de Knock est couronnée dans le sanctuaire de Knock, à l'issue d'une grande célébration et d'une procession des fidèles[32],[33].
- Le 14 août 1956, la statue de Notre-Dame de Banneux est solennellement couronnée par Efrem Forni, nonce apostolique en Belgique dans le sanctuaire marial de Banneux[34].
- Le 10 septembre 1967, au nom du pape Paul VI, l’icône de Notre-Dame de Gietrzwałd dans la basilique de la Nativité est couronnée par les cardinaux Stefan Wyszyński et Karol Wojtyła[35].
- Le 22 mai 2009, couronnement de la statue de Notre-Dame du Rosaire de San Nicolás dans le sanctuaire Notre-Dame-du-Rosaire de San Nicolás de los Arroyos en Argentine[36].

## Source
- (en) Cet article est partiellement ou en totalité issu de l’article de Wikipédia en anglais intitulé « Canonical coronation » (voir la liste des auteurs).